# Elter Water
Elter Water ist ein kleiner See im Lake District in Cumbria, England. Der See liegt südöstlich des Dorfes Elterwater im Great Langdale Tal.
Der See ist 930 m lang und maximal 320 m breit und höchstens 6 m tief. Er hat eine Fläche von 0,15 km².
Der Fluss Brathay und der Great Langdale Beck sind die Zuflüsse des Sees. Der Brathay ist sein einziger Abfluss. 